# Orhan
Orhan (turc otomà: اورخان غازی, Orhan Gazi; turc: Orhan Gazi o Orhan Bey) (1281-1359), va ser el segon bei (cap) de la tribu osmanli, en el període en què s'estava convertint en el naixent Imperi Otomà. Va governar des del 1326 i fins a la seva mort el 1359. Era fill d'Osman I.
El 1299 els otomans van ocupar la fortalesa de Yar Hisar i es diu que llavors Orhan es va casar amb la filla del governador romà d'Orient, Nilufer amb la qual va tenir a Suleyman Pasha i a Murat, successor al tron. El 1326 va pujar al tron succeint el seu pare, i li va proposar al seu germà Ala al-Din de repartir-se l'imperi emergent. Aquest va refusar argumentant que el seu pare havia designat Orhan com a únic successor i l'Imperi no havia de ser dividit. Aleshores Orhan li va dir que, ja que no volia compartir l'imperi, almenys l'havia d'ajudar a compartir la càrrega del poder, i el va nomenar el primer visir de l'Imperi Otomà. En turc otomà "visir" significa literalment "portador d'un pes". Com molts dels seus successors en el càrrec, Aladí no es va encarregar de comandar els exèrcits, sinó de l'organització política, administrativa i militar de l'imperi. Tot i que alguns dels autors orientals els atribueixen a Osman, la gran majoria coincideixen en donar a Aladí el crèdit per la introducció de les lleis i l'estructura organitzativa que configuraria l'Imperi en els segles posteriors i constituirien una de les claus de l'èxit otomà. Aladí va encarregar-se de la creació d'un exèrcit professional i va assegurar el fons per mantenir-lo, una introducció molt innovadora al segle xiv en què els exèrcits depenien del reclutament entre els vassalls. Va ser seguint el seu consell i el d'un altre conseller que es va crear el cos dels geníssers, que durant molt temps serien la insígnia de l'exèrcit otomà.
Als pocs mesos de pujar al tron conqueria Bursa on va establir la seva capital (el seu pare residia a Sögut i a Yeni Shehir). El 1329 l'ofensiva d'Andrònic III Paleòleg per recuperar Bitínia, va acabar en fracàs amb la derrota grega en la batalla de Pelecà i tot seguit a Philokrene. Nicea (Iznik) es va rendir el 1331 i el 1333 l'emperador romà d'Orient va haver de signar un tractat que li imposava un tribut anual de 12.000 hyperperes i a canvi els turc no atacarien les fortaleses romanes a la costa de la Mediterrània, però el 1337 fou atacada i ocupada Nicomèdia potser per instigació dels genovesos de Pera. Es va implicar en les disputes polítiques del decadent Imperi Romà d'Orient (guerra civil de 1341-1347), entre el legítim hereu Joan V Paleòleg i el pretendent Joan VI Cantacuzè (tutor de l'emperador Joan V Paleòleg); Joan VI va aconseguir el suport de l'emir d'Aydın, Umur, i des de 1344 també d'Orhan en casar-se amb Teodora, la filla del pretendent. A canvi del prestigiós matrimoni, Orhan va ajudar al Cantacuzè a usurpar el poder de Joan V i els seus regents. Orhan va enviar tropes a Tràcia i Macedònia que es van familiaritzar amb el terreny i es van enriquir dels pillatges. El 1346 va annexionar l'emirat de Karasi i es va apoderar de la important flota de guerra d'aquest estat. Després de la victòria sobre Joan V, Orhan va seguir ajudant al seu sogre contra ciutats que amenaçaven rebel·lar-se.
La Guerra venecianogenovesa entre la república de Gènova i República de Venècia, iniciada el 1350, va posar a Orhan al costat de la primera. El 1352 va signar un tractat amb Gènova i al mateix temps Esteve Dušan li va proposar la pau i li va oferir la mà d'una de les seves fills, però no se sap si el matrimoni es va produir. El 1352 va ocupar Tzymbe, la primera possessió a Europa. El 1354 el seu fill Solimà Paixà va ocupar Gal·lípoli (evacuada pels grecs després d'un terratrèmol), proporcionant als otomans un accés al continent europeu. En aquest mateix any es va apoderar d'Ankara i Krateia (Gerede) a Anatòlia.
El 1357 el fill d'Orhan, Khalil o Halil, va ser fet presoner per pirates genovesos i conduït a Focea, enclavament genovès nominalment romà. Orhan va demanar ajut a l'emperador romà d'Orient, que va posar com a condició la finalització dels atacs a territoris romà. Es va signar un tractat i va seguir un període de pau però segurament a causa dels atacs dels legat papal Pere Tomas (en visita a Constantinoble amb la seva flota), es van reprendre el 1359. El 1361 els otomans van ocupar Dimetoka.
Va morir el març de 1362. Li va succeir el seu fill Murat I.